# العلاقات الفلسطينية المكسيكية
تشير العلاقات الفلسطينية المكسيكية إلى العلاقات الدبلوماسية بين المكسيك و‌فلسطين.

## التاريخ

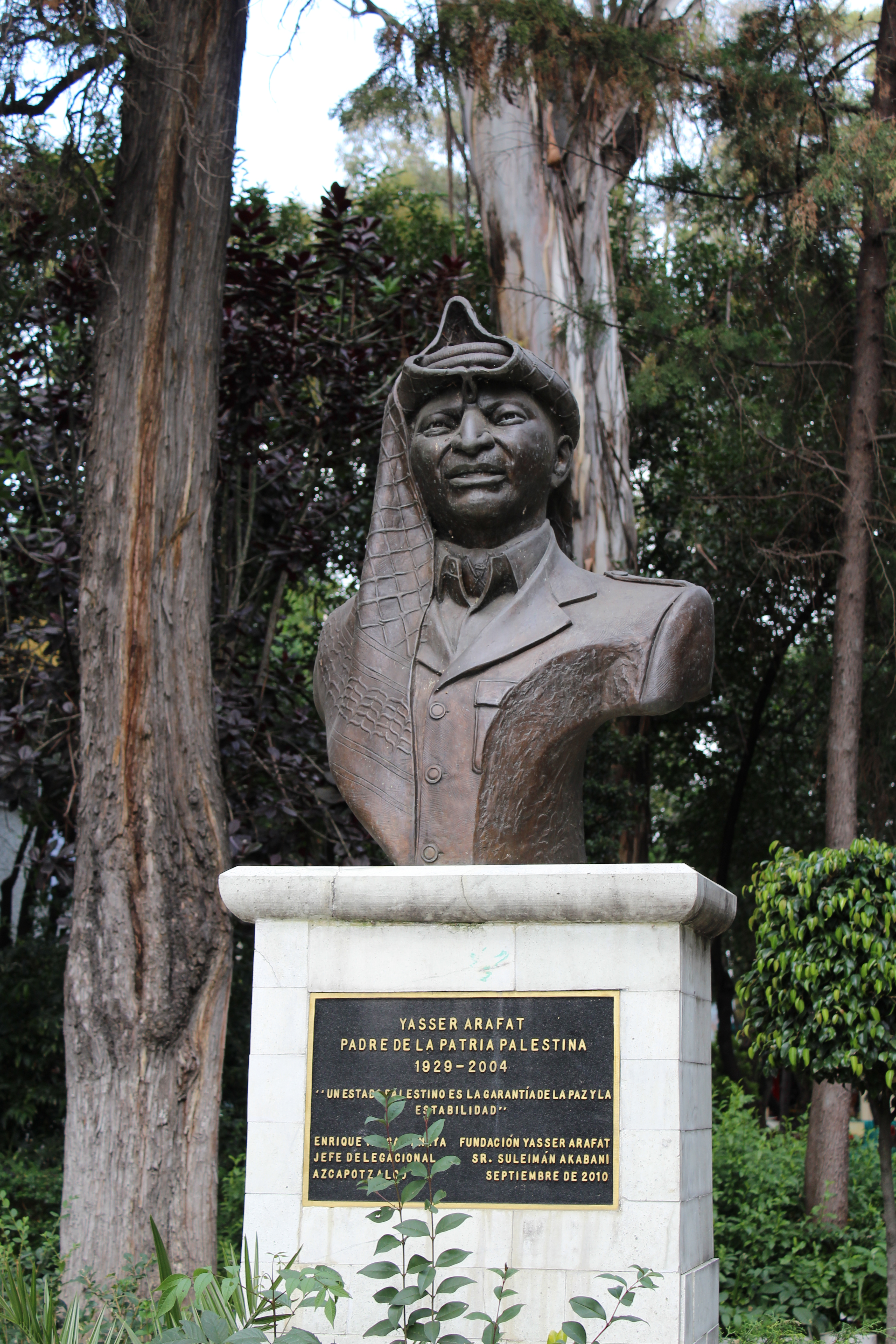
تمثال ياسر عرفات في مكسيكو سيتي

خلال تصويت خطة الأمم المتحدة لتقسيم فلسطين في نوفمبر 1947؛ كانت المكسيك واحدة من عشرة بلدان امتنعت عن التصويت. في عام 1975، أقامت المكسيك علاقات دبلوماسية مع منظمة التحرير الفلسطينية. في نفس العام، افتتحت منظمة التحرير الفلسطينية 'مكتبًا إعلاميًا' في مكسيكو سيتي والذي رفع إلى 'مكتب وفد خاص' في عام 1995 بعد توقيع اتفاق أوسلو الثاني حيث تم التوصل إلى اتفاق بين إسرائيل ومنظمة التحرير الفلسطينية بشأن الضفة الغربية و‌قطاع غزة للحصول على حكم ذاتي مؤقت في الأراضي الفلسطينية. وفي عام 2005، افتتحت المكسيك مكتبًا تمثيليًا في رام الله.
في عام 2009، قام وزير الخارجية رياض المالكي بزيارة إلى المكسيك، ليصبح أول وزير خارجية فلسطيني يقوم بذلك. وزار البلد مرة أخرى في عام 2011. وفي عام 2011، امتنعت المكسيك عن التصويت للسماح لفلسطين بان تكون عضوًا في اليونسكو. وفي عام 2012، صوتت المكسيك لصالح أن تصبح فلسطين دولة مراقب في الأمم المتحدة، وهي ترقية من مراقب غير دولة. في يونيو 2011، كشف النقاب عن تمثال للرئيس السابق للسلطة الوطنية الفلسطينية، ياسر عرفات، في مكسيكو سيتي.
عام 2013، أقام الكونغرس المكسيكي قسمًا في مبناه لأجل 'الصداقة المكسيكية الفلسطينية.' خلال الصراعات المتعددة بين إسرائيل وفلسطين؛ ظلت المكسيك محايدة وطلبت من الطرفين وقف القتال ومواصلة عملية السلام.
في أكتوبر 2024، دعت كلاوديا شينباوم الرئيس الجديد للمكسيك إلى الاعتراف بدولة فلسطين.

## التمثيل الدبلوماسي
لدى المكسيك مكتبًا تمثيليًا في رام الله. كما ولدى فلسطين مكتب وفد خاص في مدينة مكسيكو.
في 2 يونيو 2023، أعلنت وزارة الخارجية والمغتربين الفلسطينية عن إعادة تصنيف بعثتها الدبلوماسية لدى المكسيك من مستوى مفوضية إلى مستوى سفارة انسجامًا مع التعاون والصداقة التي تجمع البلدين.